# Christoph Burckhardt

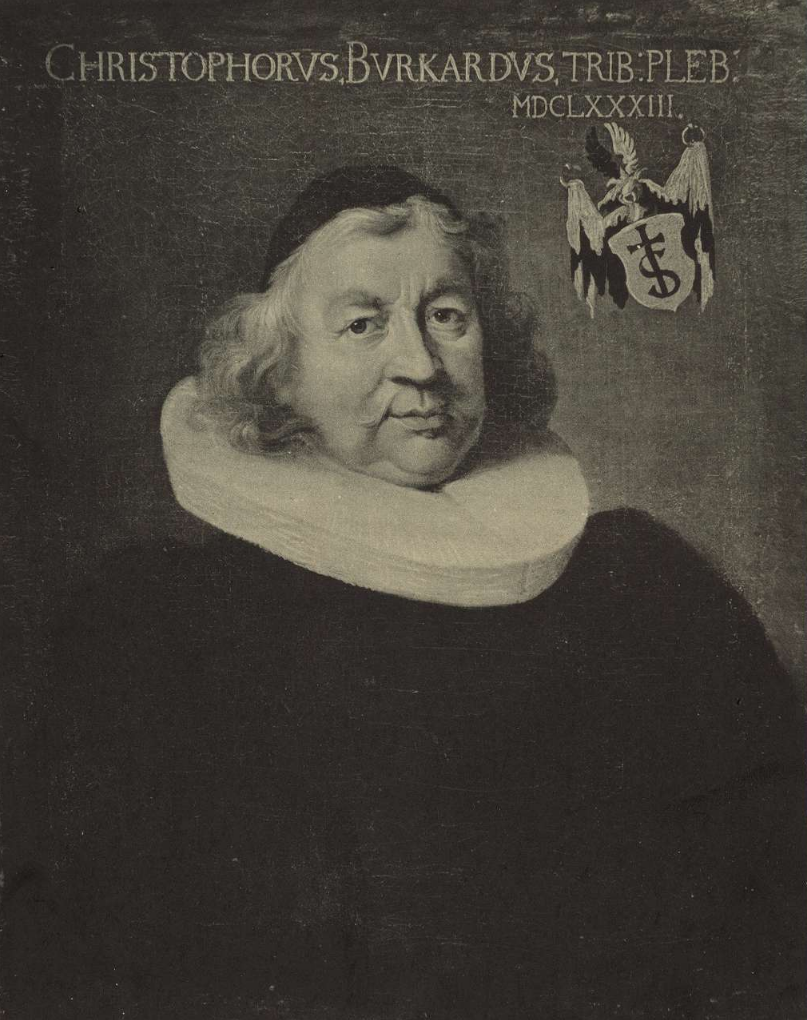
Christoph Burckhardt

Christoph Burckhardt (* 13. Juni 1631 in Basel; † 24. Juli 1705 ebenda) war ein Schweizer Politiker.

## Leben
Christoph Burckhardt durchlief in seiner Vaterstadt eine politische Laufbahn. 1648 fand er Aufnahme in die Basler Kanzlei, 1654 wurde er Schaffner auf Burg. 1660 wurde er in den Grossen Rat gewählt, 1662 wurde er Ratssubstitut in der Kanzlei. 1664 erfolgte seine Wahl in den Kleinen Rat. Von 1666 bis zu seinem Lebensende 1705 gehörte er dem Dreizehnerrat, der engeren Regierung der Stadt, an. 1683 wurde er Oberstzunftmeister (zweithöchstes Amt nach dem Bürgermeister).
Christoph Burckhardt war dreimal verheiratet: im Jahr 1654 mit Judith Burckhardt (1635–1679), 1680 mit Salome Schönauer (1640 – 2. Juli 1691) und 1691 mit Magdalena Müller, Witwe des Hieronymus Heerwagen. 
1691 wurde er bei Unruhen, dem sogenannten 1691er Wesen, wegen Umtrieben seiner Frau Salome, geborene Schönauer, heftig angegriffen und musste vorübergehend seine Ämter abgeben.